# Becenevek az 1956-os forradalomban
Az 1956-os forradalom idején a felkelők spontán összeverődött csoportjainak tagjai gyakran csak beceneveiken ismerték egymást. A harcok során előfordult, hogy nem is volt idő egymást alaposabban megismerni, másrészt a forradalom utáni megtorlás során jelentős védelmet jelentett, hogy ha felkelők egymást csak becenéven ismerték.

## A becenevek használatának háttere
A becenevek széles körben elterjedt használatának oka az volt, hogy olyan emberek kerültek egy felkelőcsoportba, akik korábban egyáltalán nem, vagy felületesen ismerték egymást.

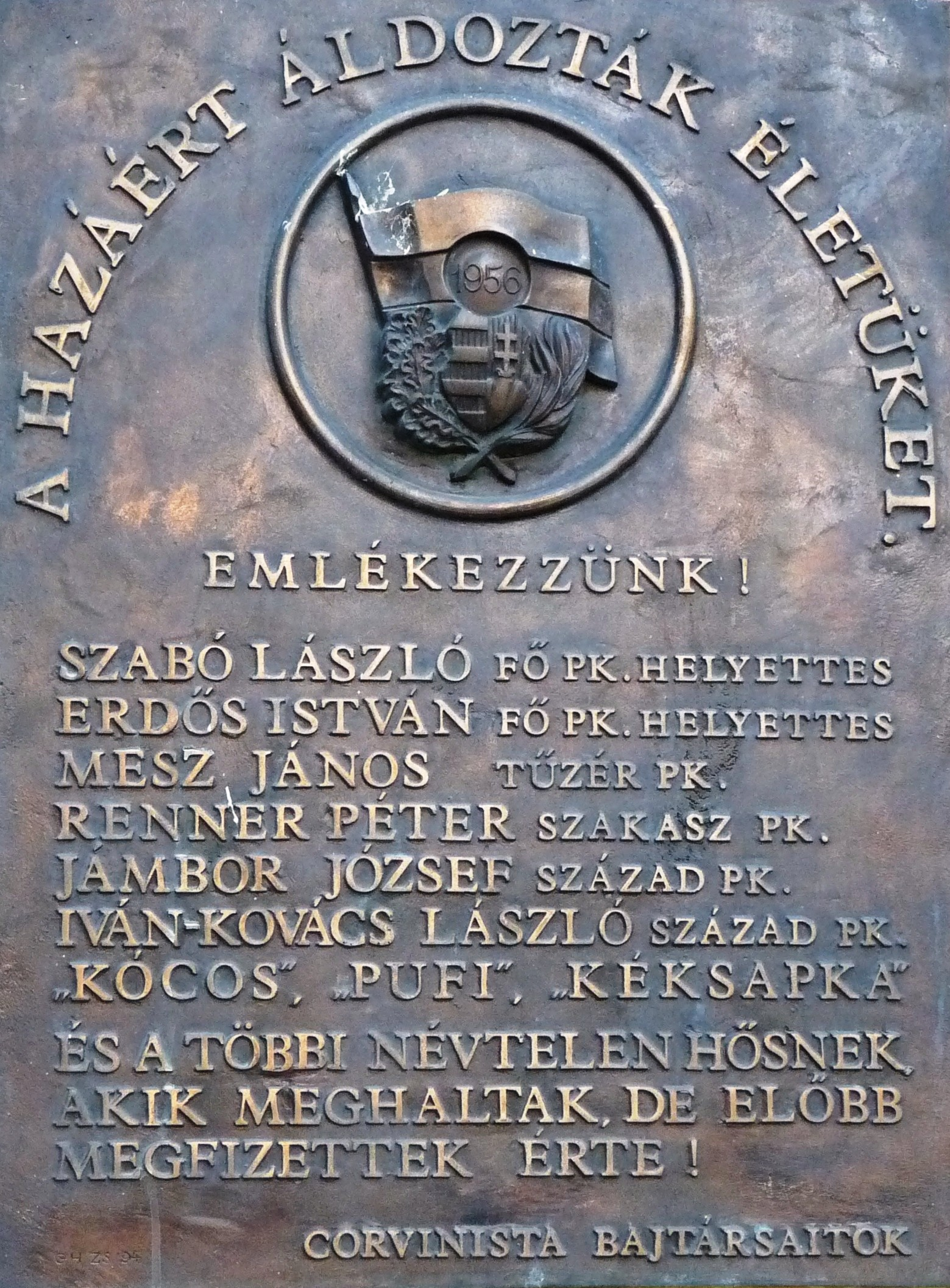
Emléktábla Budapesten a Corvin mozi falán névtelen hősökkel: „»Kócos«, »Pufi«, »Kéksapka«, és a többi névtelen hősnek”

Az események sodrában nem is volt módjuk az ismerkedésre, nem is tartották szükségesnek a papírokban szereplő nevek memorizálását, vagy egyszerűen csak szeretetüket akarták kifejezni a becenevekkel.
A feladatokat ugyanakkor gyorsan és egyértelműen kellett megszervezniük és ehhez gyakran még segítséget is jelentettek a könnyen megjegyezhető becenevek. A becenév gyakran egyszerűen csak egy keresztnév volt, esetleg egy kereszt- vagy családi név a „bácsi” szóval együtt, vagy egy olyan név, amely viselője valamely jellemző tulajdonságára, testi jegyére, ruhájára utalt.
A becenevek alkalmazása sokszor megmenthette a név viselőjét a forradalmat követő megtorlások idején, hiszen a társak nem tudtak, vagy nem akartak nyomravezető személyes adatokat közölni a hatóságokkal: „Mivel az előírt egy hónapos határidőn belül a nyomozás befejezhető nem volt, tekintve, hogy a támadásban részt vevő személyek túlnyomó része gúnyneveken és keresztneveken ismeretesek, ezért kérem a határidő 30 nappal történő meghosszabbítását” – áll a mecseki láthatatlanok közt harcolt Nagy József és Seregély Ferenc elleni nyomozás egyik rendőrségi dokumentumában.
„Akiket később is megjegyeztem, az Fehér Sapka volt, aki kötözte a sebesülteket és Falábú Jancsi. Igazi nevét szinte senkinek sem ismertem” – emlékszik vissza Rusz Károly volt Corvin közi szabadságharcos. 

## Néhány a forradalom beceneveiből
- A Gazda: Dr. Horváth Géza, a mecseki láthatatlanok néven ismert fegyveres ellenálló csoportok vezetője.
- Bajusz: Pongrátz Gergely, a Corvin köz főparancsnoka.
- Beszkártos: – Ágyúkezelő a Corvin közben.
- Bizsu: Dilinkó Gábor, a Corvin köz hőse, újpesti cigány gyerek. Szeretett rézláncokat és gyűrűket viselni, a kutyáját is Bizsunak hívták. [halott link]
- Bundás: Méhes Pál  a Vajdahunyad utcai csoport Pobjedás gépkocsivezetője.
- A csuhás: Végvári Vazul OFM, a Vár forradalmi rendfenntartó erőinek parancsnoka

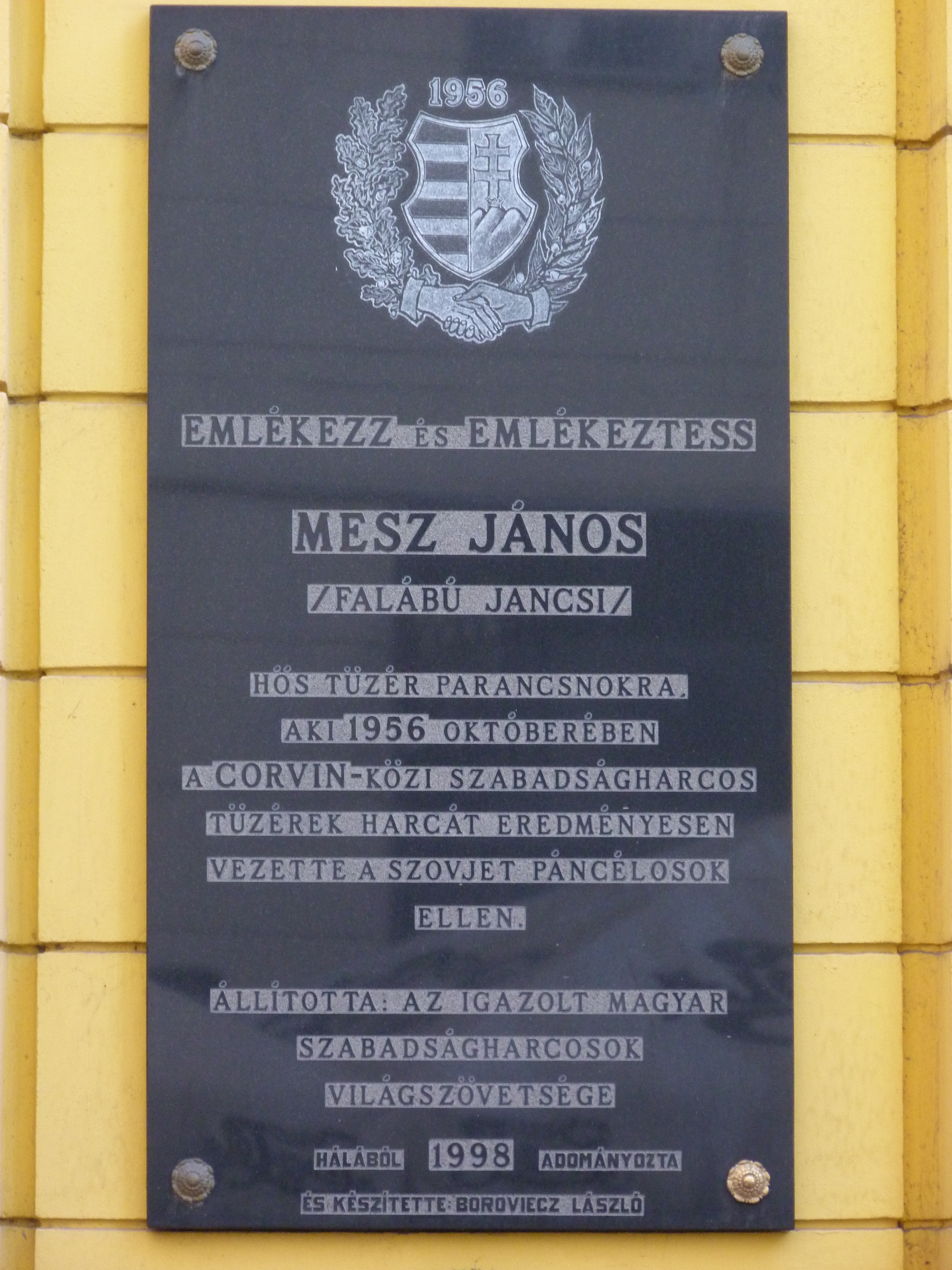
Falábú Jancsi: Mesz János emléktáblája a Corvin közben

- Falábú Jancsi: Mesz János, ágyúkezelő a Corvin közben.
- Fehér Sapka: Dr. Fedor József, orvos, a Corvin közi csoport parlamentere.
- Colos: Vándor Béla, pesti srác a Tompa utcai, illetve a Hőgyes utcai csoportban, akiről az terjedt el, hogy "golyóálló".
- Csonkakezű Jóska: Corvin közi harcos.
- Dagadt: A Széna téri bányászbrigád helyettes parancsnoka.
- Hadova doboz, vagy Géza, a pécsváradi rendőrkapitányság elleni 1956. november 14-ei támadás egyik résztvevője, mecseki láthatatlan.
- Hosszú Mari: Sebestyén Mária, vöröskeresztes.
- Jampec: Béczi Miklós, a Vajdahunyad utcai csoport tagja.
- Kalapos: A Vajdahunyad utcai csoport tagja, polgári neve nem ismert.
- Kócoska: Szabó Ilonka, újpesti cigánylány, Corvin közi parancsnok, 17 évesen, négy hónapos terhesen agyonlőtték. [halott link]
- Kövér Vali: Dobrovics Valéria Széna téri ellenálló.
- Lisztes: Horváth József, a Vajdahunyad utcai csoport tagja.
- Nyugi: A Tompa utcai csoport egy tagja volt, akárcsak Colos
- Papa, Kiabálós papa: Pongrátz Ödön – ekkor csak 34 éves volt, de a sok pesti srác közt ez már apai kort jelentett.
- Potyka bácsi: Porubszky István, a kispesti ellenállás vezéralakja.
- Szabó bácsi: Szabó János gépkocsivezető, a Széna-tér parancsnoka.
- Pufi: Corvin közi ellenálló, tagja a háromfős delegációnak (Iván Kovács Lászlóval és Pongrátz Ödönnel), akik október 28-án a Pártházba mentek tárgyalni a hadsereggel.
- Rézorrú, vagy Rézon: Szecsődi Kálmán Széna téri ellenálló.
- Szöszi: A Vajdahunyad utcai csoport tagja, polgári neve nem is ismert. (A Tigris nevű ellenálló rajában is volt egy Szöszi vagy Szőke becenevű pécsi fiatalember.)
- Tigris: Seregély Ferenc porcelángyári munkás, mecseki láthatatlan, a pécsváradi rendőrkapitányság elleni 1956. november 14-ei támadást biztosító egyik raj parancsnoka.
- Vezér: Antal Gyula árukihordó, a Kilián laktanya mellett, a Ferenc körút 43. számú házban működő ellenállócsoport vezetője (a forradalom leverése után kivándorolt).